# هنري فريدريك كونراد ساندر
هنري فريدريك كونراد ساندر (بالإنجليزية: Henry Frederick Conrad Sander)‏ (و. 1847 – 1920 م) هو بستاني، وعالم نبات من المملكة المتحدة . ولد في بريمن .
توفي في بروج .

## جوائز
حصل على جوائز منها:
- Knight of the Order of the Crown.